# Exarh

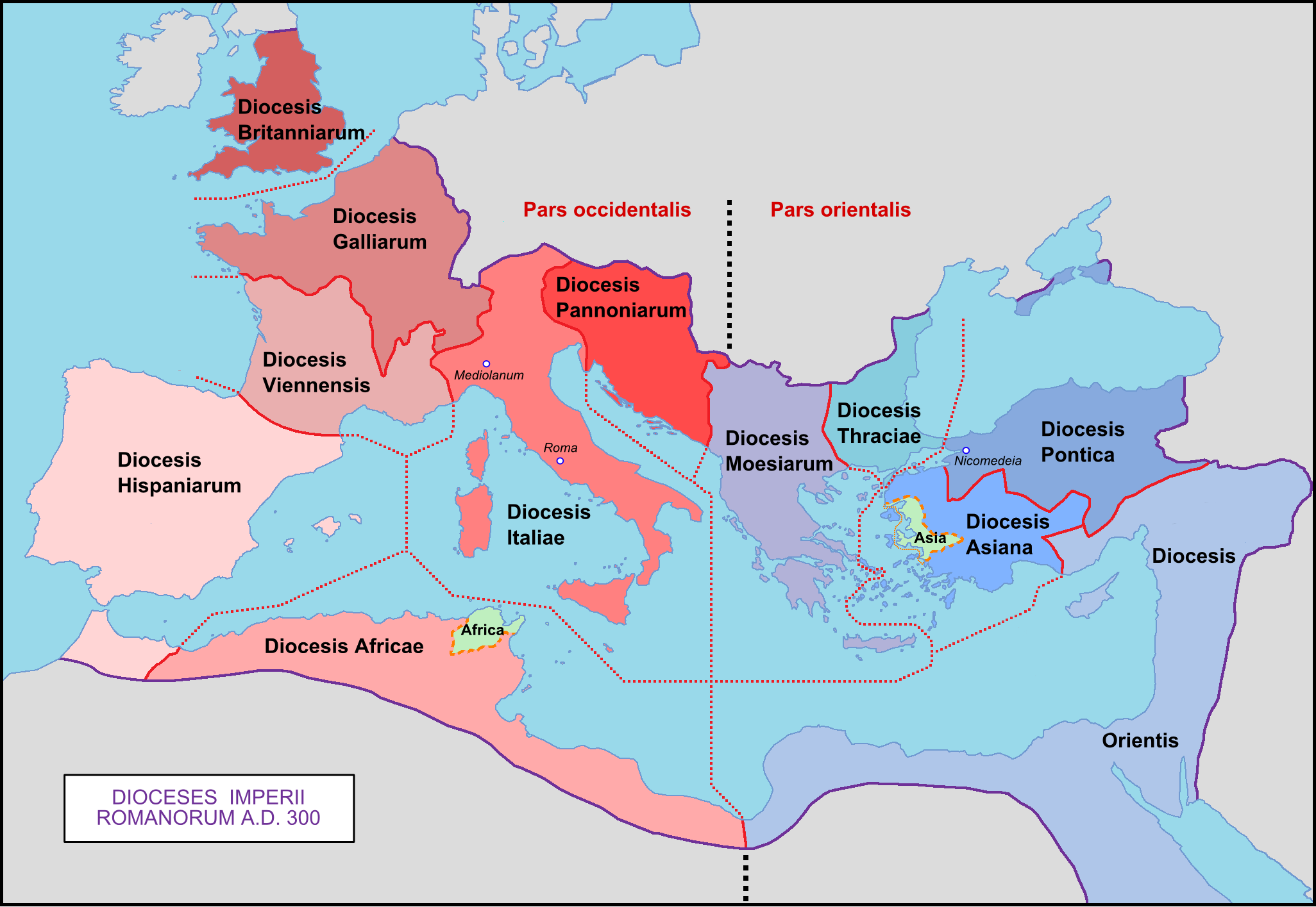
Diocezele originale ale Imperiului Roman, create de împăratul Dioclețian (284–305)

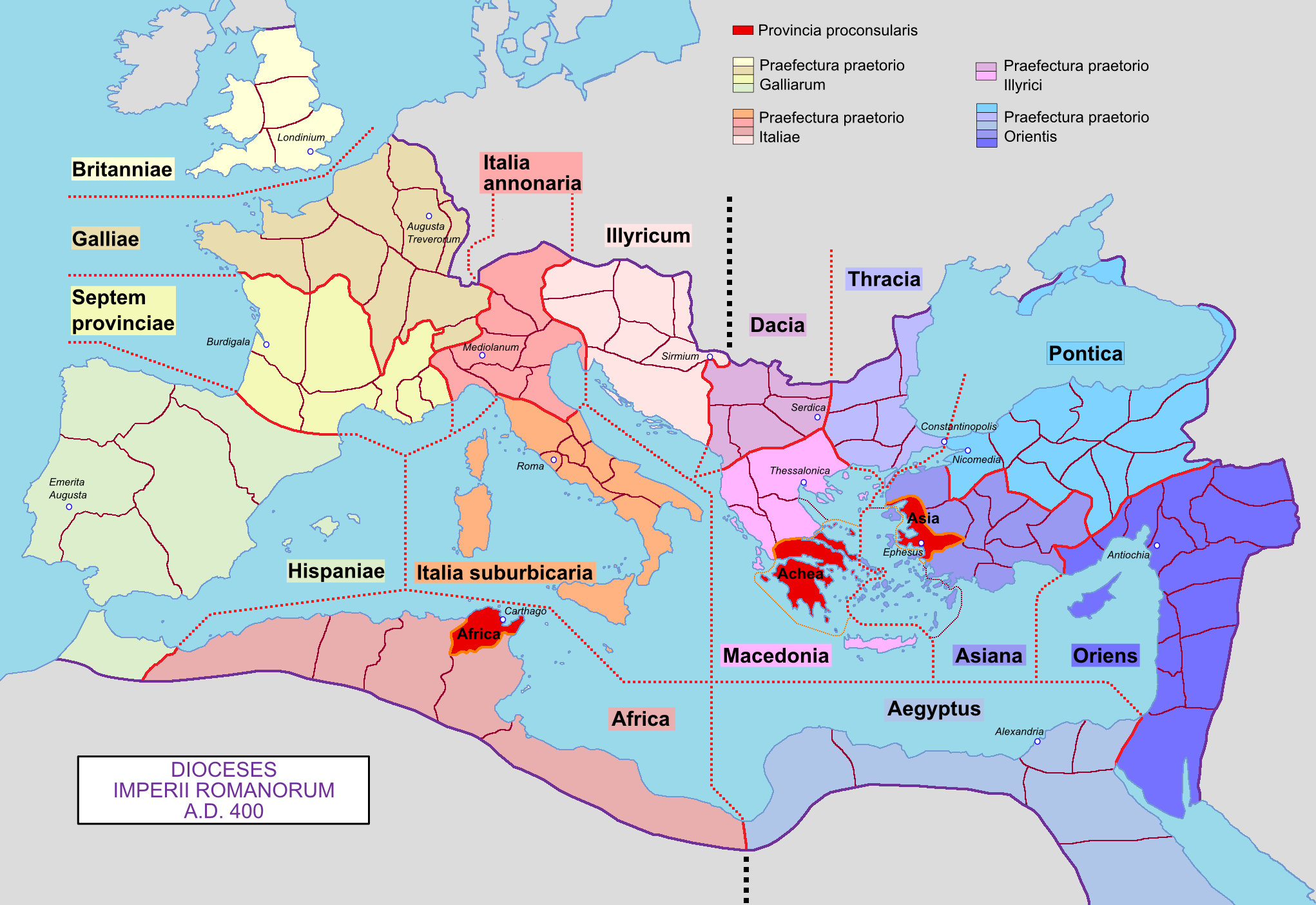
Diocezele Imperiului Roman, în jurul anului 400 d.Hr

Un exarh (din greaca veche ἔξαρχος exarhos, care înseamnă „conducător”) a fost deținătorul uneia dintre diferitele funcții istorice, unele dintre ele fiind politice sau militare, iar altele fiind ecleziastice.
La sfârșitul Imperiului Roman și la începutul Imperiului Bizantin, un exarh era guvernatorul unui anumit teritoriu. De la sfârșitul secolului al III-lea sau începutul celui de-al IV-lea, fiecare dioceză romană a fost guvernată de un vicarius, numit „exarh” în părțile de est ale Imperiului, unde dominau limba greacă și utilizarea terminologiei grecești, chiar dacă latina a fost limba administrației imperiale la nivel provincial până în anii 440 (traducerile grecești erau trimise cu textul latin oficial). În textele grecești, titlul latin este scris βικάριος (bikarios). Funcția de exarh ca guvernator cu autoritate politică și militară extinsă a fost creat ulterior în Imperiul Bizantin, cu jurisdicție asupra unui anumit teritoriu, de obicei o regiune de frontieră la o oarecare distanță de capitala Constantinopol.
În Bisericile Creștine Răsăritene (Ortodoxă, Ortodoxă Orientală și Catolică Orientală ), termenul de exarh are trei utilizări distincte: un mitropolit care deține funcția de exarh este adjunctul unui patriarh și deține autoritatea asupra episcopilor din regiunea ecleziastică desemnată (deci, o poziție între cea de patriarh și mitropolit obișnuit); sau un episcop auxiliar sau titular desemnat să fie exarh peste un grup de credincioși care nu este încă suficient de mare sau suficient de organizat pentru a fi constituit o eparhie (deci echivalentul unui vicar apostolic); sau un preot sau diacon care este numit de un episcop ca reprezentant executiv al său în diferite domenii ale administrației diecezane (în Imperiul Bizantin, exarhii executivi colectau de obicei venituri diecezane pentru episcopii locali).
Termenul de exarh se referă în domeniul politic cel mai frecvent la exarhul Italiei, care guverna regiunile Italiei și Dalmației, rămase sub control bizantin după invazia lombardă din 568. Sediul exarhatului era la Ravenna, de unde este cunoscut cu numele de „Exarhatul de Ravenna”. Ravenna a rămas sediul exarhului până la revolta din 727 din cauza iconoclasmului. După aceea, amenințarea crescândă a lombarzilor și diviziunea dintre creștinătatea de est și cea de vest pe care a provocat-o Iconoclasmul a făcut ca poziția exarhului să fie din ce în ce mai dificilă. Ultimul exarh a fost ucis de lombarzi în 751.
Un al doilea exarhat a fost creat de Mauriciu pentru a administra nordul Africii, anterior o prefectură pretoriană separată, insulele din vestul Mediteranei și posesiunile bizantine din Spania. Capitala Exarhatului Africii era Cartagina. Un împărat al Imperiului Roman de Răsărit, Heraclius, a fost fiul exarhului Africii înainte de-a-i lua locul împăratului uzurpator Focas în 610. Foca se răsculase împotriva împăratului Mauriciu, care l-a numit pe tatăl lui Heraclius exarh al Africii. Exarhatul s-a dovedit puternic atât din punct de vedere financiar, cât și militar, și a supraviețuit până la cucerirea Cartaginei în 698 de arabii musulmani.

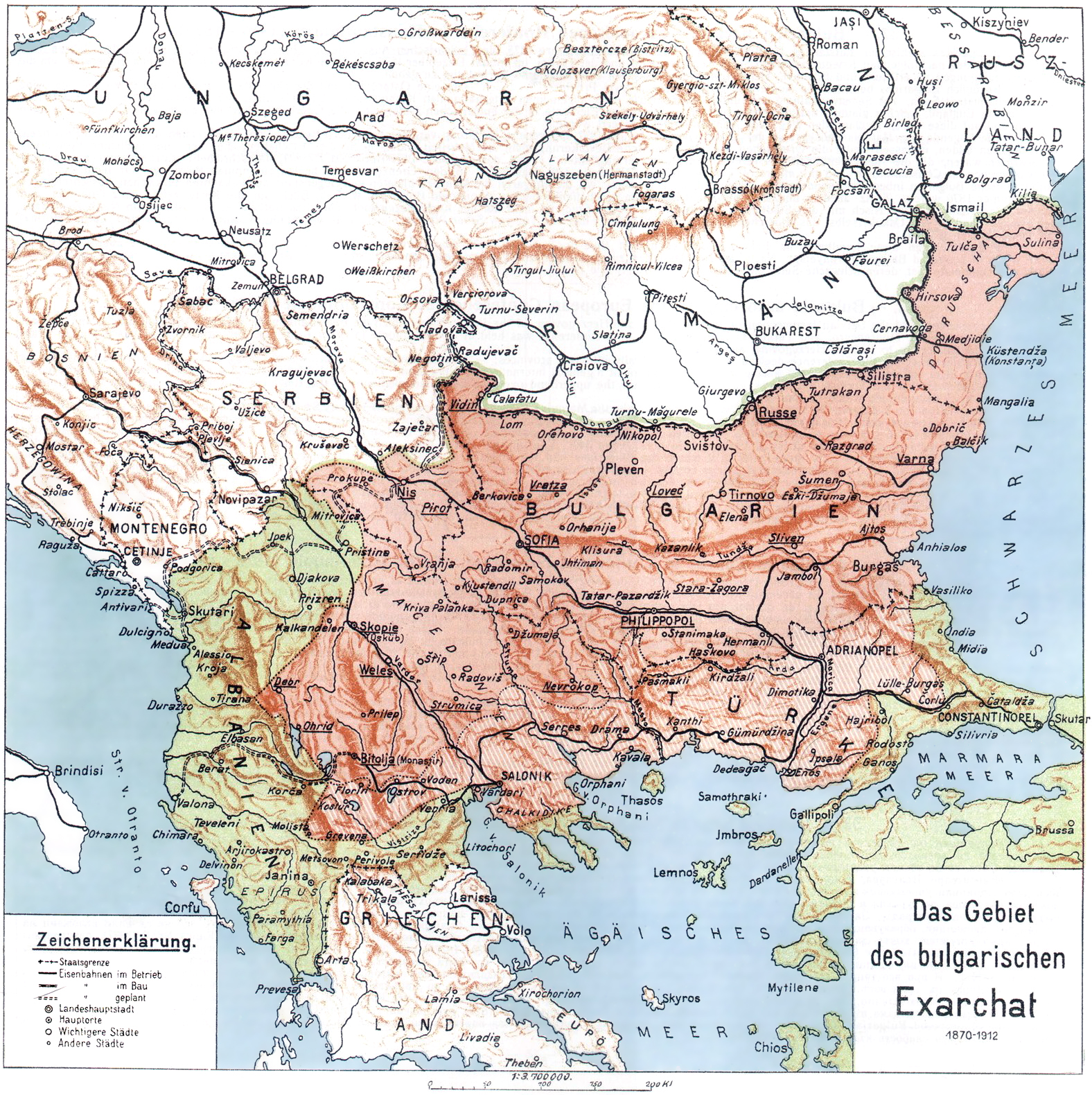
Harta Exarhatului Bulgar (1870–1913)

În practica ecleziastică modernă a Bisericii Ortodoxe, titlul de exarh a fost adesea folosit pentru a desemna cea mai înaltă funcție ierarhică sub rangul de patriarh. Când patriarhul rus Adrian al Moscovei a murit în 1700, împăratul Petru cel Mare a desființat funcția de patriarh și l-a numit pe mitropolitul Ștefan Iavorski exarh și șef al Preasfântului Sinod al Bisericii Ortodoxe Ruse.
După ce Rusia imperială a anexat Georgia (partea de est în 1801, iar partea de vest în 1810), vechea Biserică Ortodoxă Georgiană (autocefală din 750, al cărei cap a fost din 1008 numită Catolicos-Patriarh) a fost reorganizată în Exarhatul Georgian, iar nou-numitul Exarh al Georgiei (din 1817 întotdeauna un etnic rus) făcea parte din Sfântul Sinod rus de la Sankt Petersburg. Deoarece întreaga regiune a Caucazului a căzut sub stăpânirea rusă, jurisdicția Exarhatului Georgiei a fost extinsă, cuprinzând teritoriile actuale ale Georgiei, Armeniei și Azerbaidjanului. Pe 7 aprilie 1917, Patriarhia Georgiei a fost restaurată pentru arhiepiscopii de Mtsheta și Tbilisi, cu titlul Catholicos-Patriarh al întregii Georgii, iar titlul de Exarh al Georgiei a fost anulat.
Pe 28 februarie 1870, lupta de douăzeci de ani dintre greci și bulgari pentru controlul Bisericii Ortodoxe din Bulgaria a culminat când sultanul otoman Abdulaziz a creat o organizație ecleziastică bulgară independentă, cunoscută cu numele de Exarhatul Bulgar. Biserica Ortodoxă din Bulgaria devenise acum independentă de Patriarhia Ecumenica a Constantinopolului, dominată de greci. Exarhul bulgar, care locuia la Constantinopol, a devenit cel mai faimos purtător al titlului de exarh; aderenții săi din întreaga regiune au fost numiți exarhiști, spre deosebire de patriarhiștii greci. Lupta care a urmat, purtată în special în Macedonia, nu a fost doar religioasă, ci a avut o dimensiune politică evidentă a unei dispute între scopurile naționale concurente ale grecilor și bulgarilor. Pentru mai multe informații, consultați Exarhatul Bulgar și Biserica Ortodoxă Bulgară.
În secolul al XX-lea, principiul pentarhiei, deja abandonat în cazul Bulgariei (secolul al X-lea), Serbiei (secolul al XIV-lea) și Rusiei (secolul al XVI-lea), a făcut loc dorinței națiunilor ortodoxe de acum independente politic de a-și vedea suveranitatea reflectată în autonomie ecleziastică – autocefalie – și titlul simbolic care o încununează: un Patriarh „național”. De exemplu, Exarhatul Bulgar a fost ridicat la rangul de Patriarhie în 1953.
În Biserica Ortodoxă, funcția de exarh poate fi acordată și unui adjunct special al unui Patriarh, cu jurisdicție asupra unei comunități din afara teritoriului de origine al Patriarhiei. Astfel, în Statele Unite există exarhi reprezentând, printre alții, patriarhul sârb, cel român, cel bulgar și al Ierusalimului. Titlul exarhilor Patriarhiei Ierusalimului este „Exarhul Sfântului Mormânt”.